# Grupo Hospitalario Quirón
Grupo Hospitalario Quirón o QuirónSalud es la marca comercial de la sociedad española de asistencia sanitaria privada IDCQ Hospitales y Sanidad, S. L. U., filial de la empresa alemana Fresenius. En 2023, regentaba cincuenta hospitales, cerca de un centenar de ambulatorios y algo menos de trescientos centros de prevención de riesgos laborales  en España, Portugal y Colombia.

## Historia
El Grupo Quirón fue fundado en los años 1950 por Publio Cordón. En febrero de 2012, el fondo de inversión británico Doughty Hanson & Co anunció la compra de USP Hospitales a Barclays y Royal Bank of Scotland, sus propietarias desde 2009. Un mes después se hizo con el 40% del Grupo Quirón y fusionó ambas entidades, quedándose con un 60% del grupo resultante. Con la compra en 2013 del Centro Médico Teknon a Magnum Capital, Grupo Quirón se convirtió en el primero en sanidad privada en España. En julio de 2014, Doughty Hanson vende su participación en el Grupo Quirón a CVC Capital Partners, entidad propietaria de  IDC Salud desde 2011, y procede a su fusión. En 2016, CVC Capital vende la empresa a la alemana Fresenius por 5.760 millones de euros.

## España
El grupo QuirónSalud dispone de 46 hospitales repartidos por toda España, en régimen privado o concertado.